# Chicago Department of Transportation

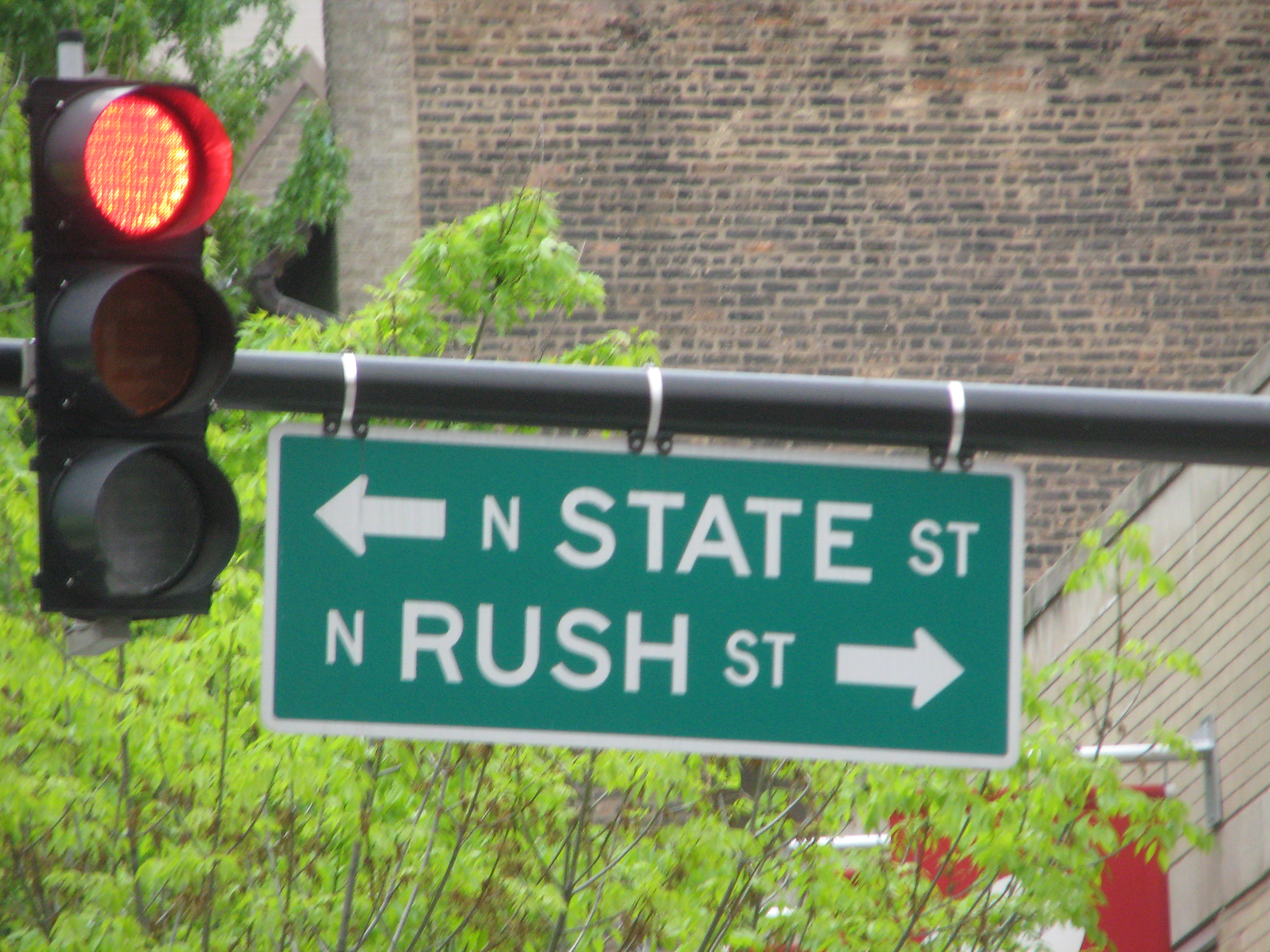
Panneau de signalisation.

Le Chicago Department of Transportation, connu sous l'acronyme CDOT, est le service municipal responsable de l'infrastructure, la planification, la conception, la construction, l'entretien et la gestion de la voie publique, des rues, avenues et allées, des ponts, viaducs et tunnels, de l'éclairage public, des feux de circulation et des panneaux de signalisation routière dans la ville de Chicago, (Illinois, États-Unis).
Le CDOT est l'un des services municipaux (departments) les plus importants de la ville. À sa tête se trouve un chef (Commissioner ; en français « commissionnaire »), élu par le maire de Chicago, qui est chargé de la gestion, de la direction et de la surveillance des opérations à travers les différentes divisions du département.

## Description

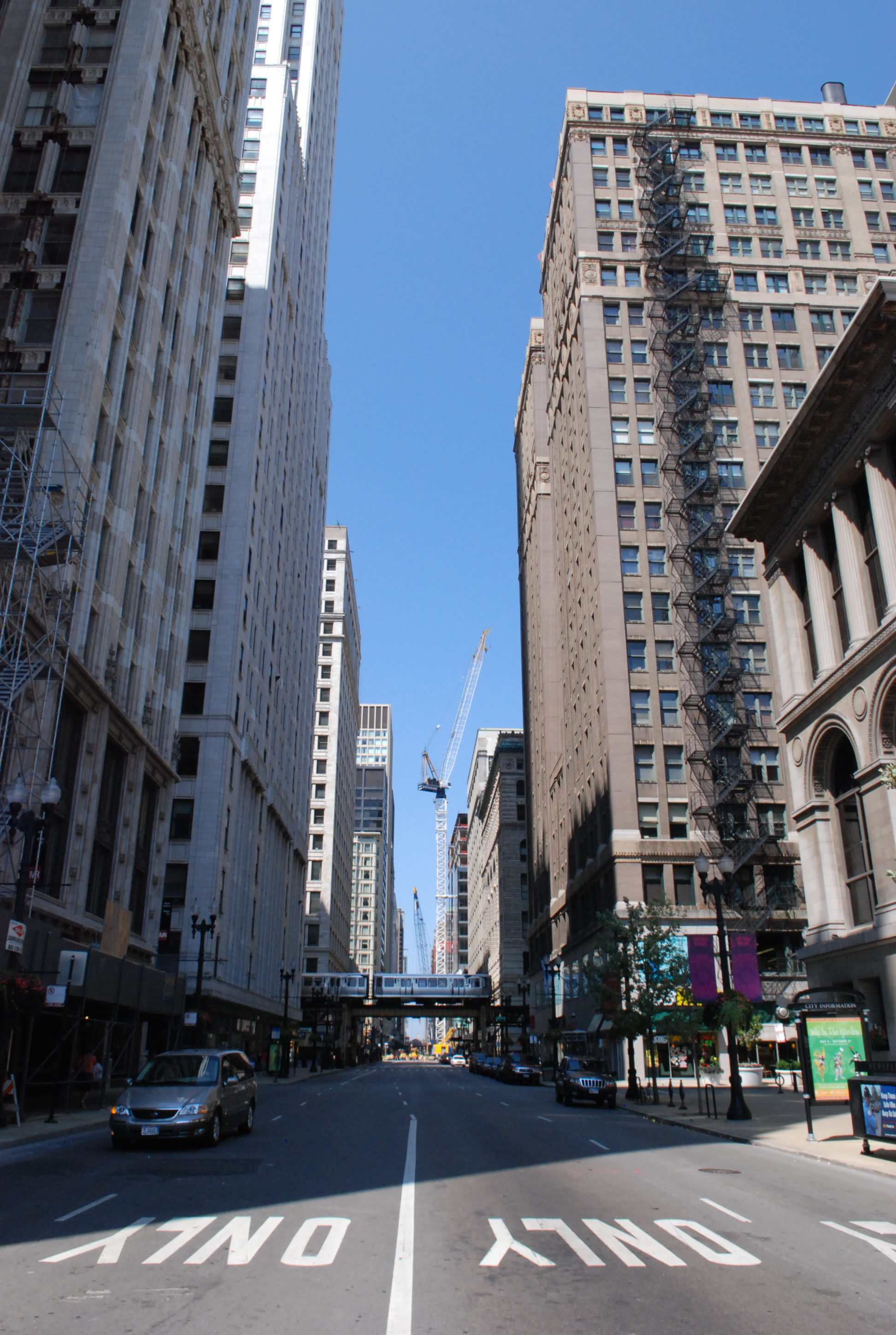
Environ 6437 kilomètres de voies sont entretenues par le CDOT (ici Washington Street).

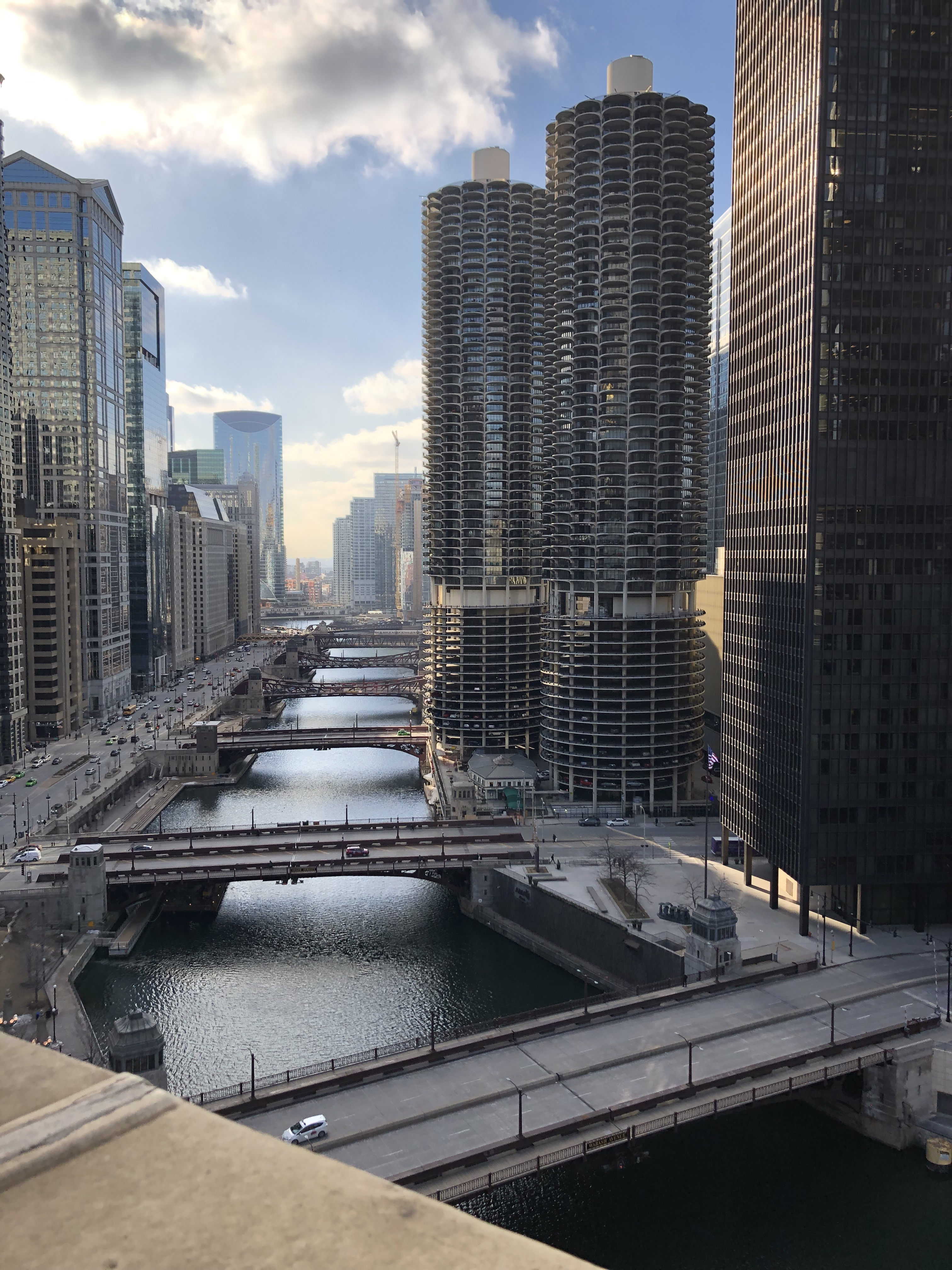
Tous les ponts de la ville de Chicago sont gérés par le CDOT (ici les ponts enjambant la rivière Chicago).

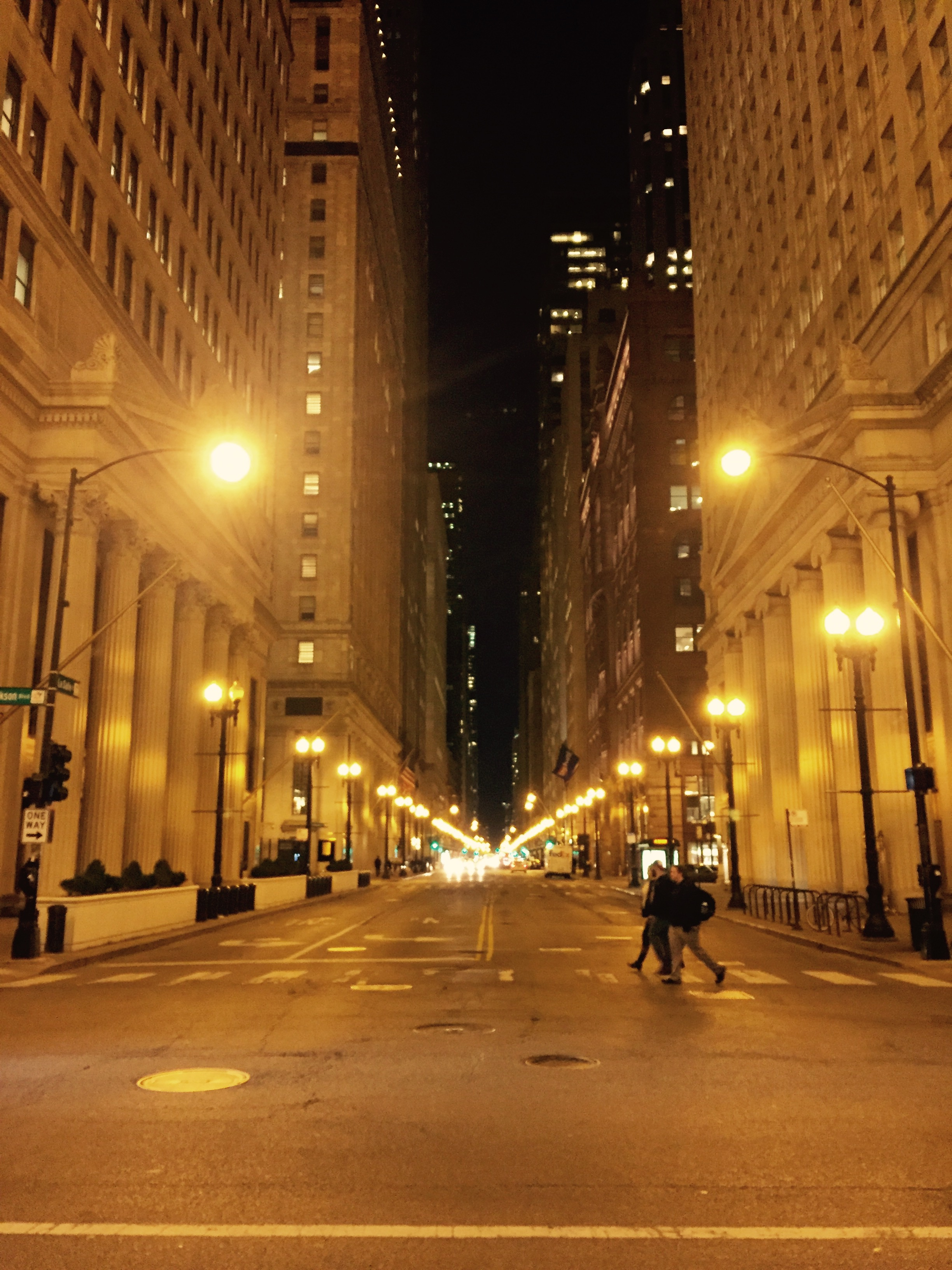
Le CDOT gère environ 300000 lampadaires dans la ville (ici Jackson Boulevard).

Chaque année, le CDOT construit et entretien plusieurs dizaines de kilomètres de rues artérielles et résidentielles. La construction et le nivelage de surface permettent la restructuration et l'émergence de nouvelles routes tandis que le resurfaçage remplace la couche supérieure de l'asphalte sur les routes abîmées (fissures, nids-de-poule).  
Sur les artères et avenues, le travail du CDOT implique également la construction de rampes de trottoir conformes aux intersections. La construction et l'entretien des rues, avenues et allées résidentielles sont financées par les impôts locaux. La construction, le resurfaçage et l'entretien des autoroutes et des routes d'État qui traversent le territoire de Chicago sont quant à elles gérées et financées par l'État de l'Illinois et l'État fédéral.
La ville de Chicago compte 6 437 kilomètres de voies urbaines (rues, avenues, boulevards et allées) offrant ainsi un accès pratique pour les automobilistes, les bus, les cyclistes et les piétons. Environ 3 057 kilomètres de ruelles offrent un accès pratique aux bâtiments, garages et quais de chargement. Le CDOT construit et refait des dizaines de rues et ruelles chaque année. Le programme « Green Alley » est la dernière d'une longue lignée d'initiatives écologiques mises en avant par Richard M. Daley, maire de Chicago de 1989 à 2011. Le programme intègre une variété de caractéristiques, y compris les revêtements perméables et la réfection des trottoirs. Le CDOT construit et entretient également les giratoires et les intersections.
Le CDOT est également responsable de plus de 300 ponts et viaducs, dont 37 ponts mobiles le long des rivières Chicago et Calumet. Le CDOT est responsable de la construction, la maintenance et l'entretien de ces structures qui sont essentielles au réseau de transport de la ville. 
Le CDOT est responsable de la signalisation du trafic, ainsi que de l'entretien et la construction des parkings. Chaque année, le CDOT gère l'installation, le remplacement et la réparation des dizaines de milliers de signaux routiers à travers la ville. Les panneaux de signalisation routière tels que les « stop », les panneaux « sens unique » et les pancartes « ne pas stationner » sont généralement remplacés dans les 24 heures s'ils sont dégradés ou volés.
Le CDOT gère également les marquages routiers, les couloirs pour les bus, les bandes d'arrêt, les passages piétons, etc. Le CDOT utilise à la fois la peinture et le thermoplastique pour créer les marquages.
Le CDOT comporte une division chargée de gérer et d'entretenir les signaux électriques et l'éclairage public des rues, avenues et allées dans toute la ville de Chicago, ainsi que de l'éclairage des ponts et viaducs. Le CDOT est chargé du maintien d'environ 300 000 lampadaires dans les rues et avenues, 67 000 lampadaires dans les allées et ruelles, et l'éclairage total d'environ 3 000 intersections ; de l'installation et de l'entretien de l'éclairage des 1 807 viaducs de la ville ; de l'installation et du maintien des systèmes électriques et téléphoniques dans toutes les installations municipales, et de tous les travaux d'ingénierie de ces systèmes.
Chicago est réputée dans tout le pays comme étant l'une des meilleures grandes villes pour le cyclisme. Dans la fin des années 2000, le maire de Chicago Richard M. Daley a atteint son objectif en investissant dans l'infrastructure liée au cyclisme (notamment par la création de centaines de kilomètres de voies cyclables mais aussi par la mise en place d'un système de vélos en libre-service appelé « Divvy »), ainsi qu'à la promotion du cyclisme urbain et à la sensibilisation liée à la protection de l'environnement.
La ville de Chicago possède actuellement près de 490 kilomètres de voies cyclables, 50 kilomètres de voies partagées marquées, de nombreux kilomètres de sentiers hors-rue (dont la Chicago Riverwalk, une promenade longeant le bras principale de la rivière Chicago au cœur de la ville, et le Chicago Lakefront Trail (connu sous l'acronyme « LFT ») qui est une voie piétonnière et cyclable arborée située en bordure du lac Michigan formant une longue bande verte bordée d'arbres, de pelouses et de jardins), plus de 12 000 supports à vélos et abris de hautes capacités, ainsi que des aires de stationnement dans de nombreuses stations du métro de Chicago.

### Missions du CDOT
Le Chicago Department of Transportation (CDOT) est chargé de :
- la construction des avenues, rues, ruelles, trottoirs, bordures et caniveaux, et de leur entretien ;
- la construction des ponts, viaducs et tunnels, et de leur entretien ;
- l'installation et l'entretien des panneaux de signalisation et des marquages de la chaussée ;
- l'installation et l'entretien des feux de circulation et de l'éclairage public ;
- la planification et la conception des rues, des intersections et des giratoires ;
- l'installation des caméras aux feux tricolores ;
- l'ingénierie du trafic ;
- la création des pistes cyclables et des espaces destinés aux piétons.

## Galerie d'images

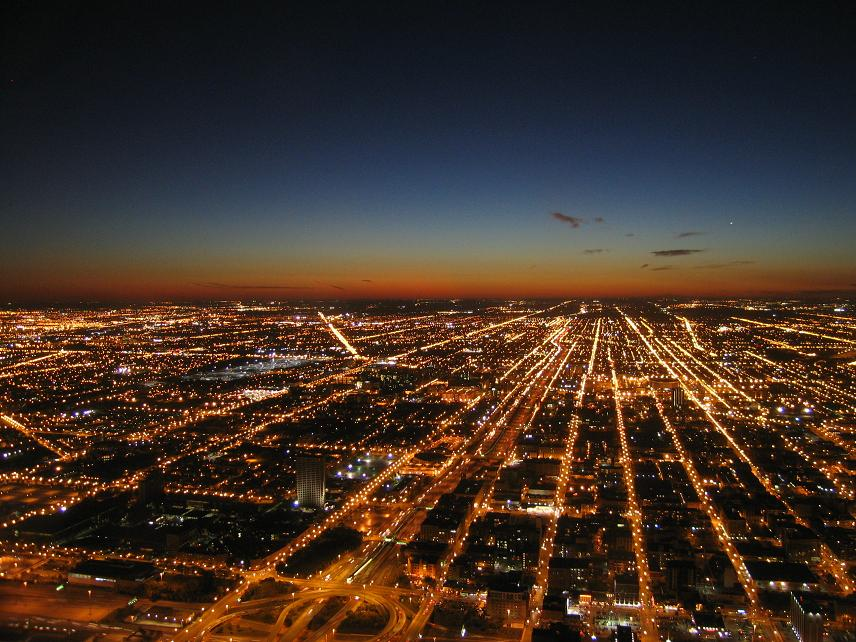
Le CDOT est responsable de l'installation et de la maintenance de l'éclairage public des rues et artères de la ville de Chicago.
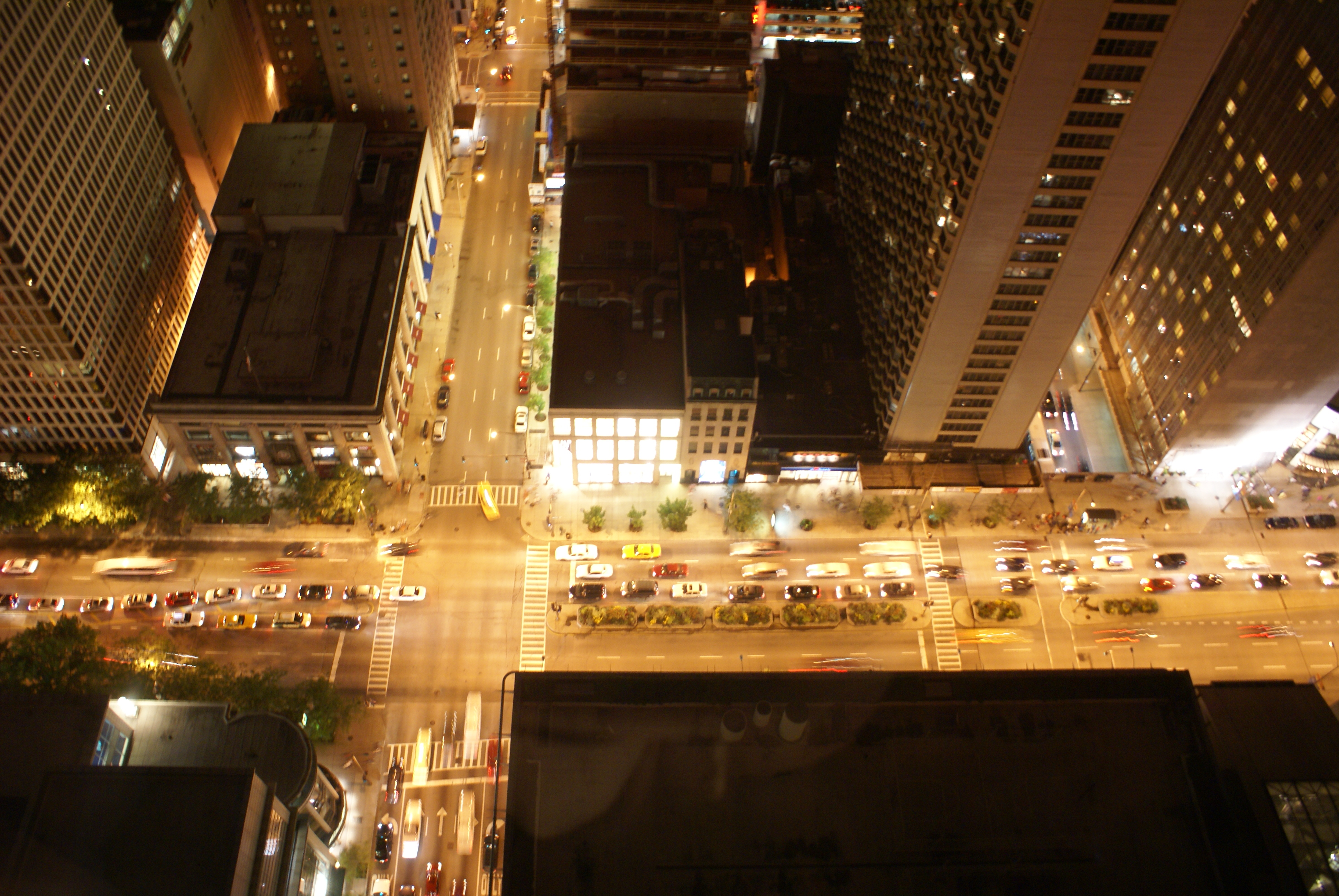
Vue sur l'éclairage d'une intersection.
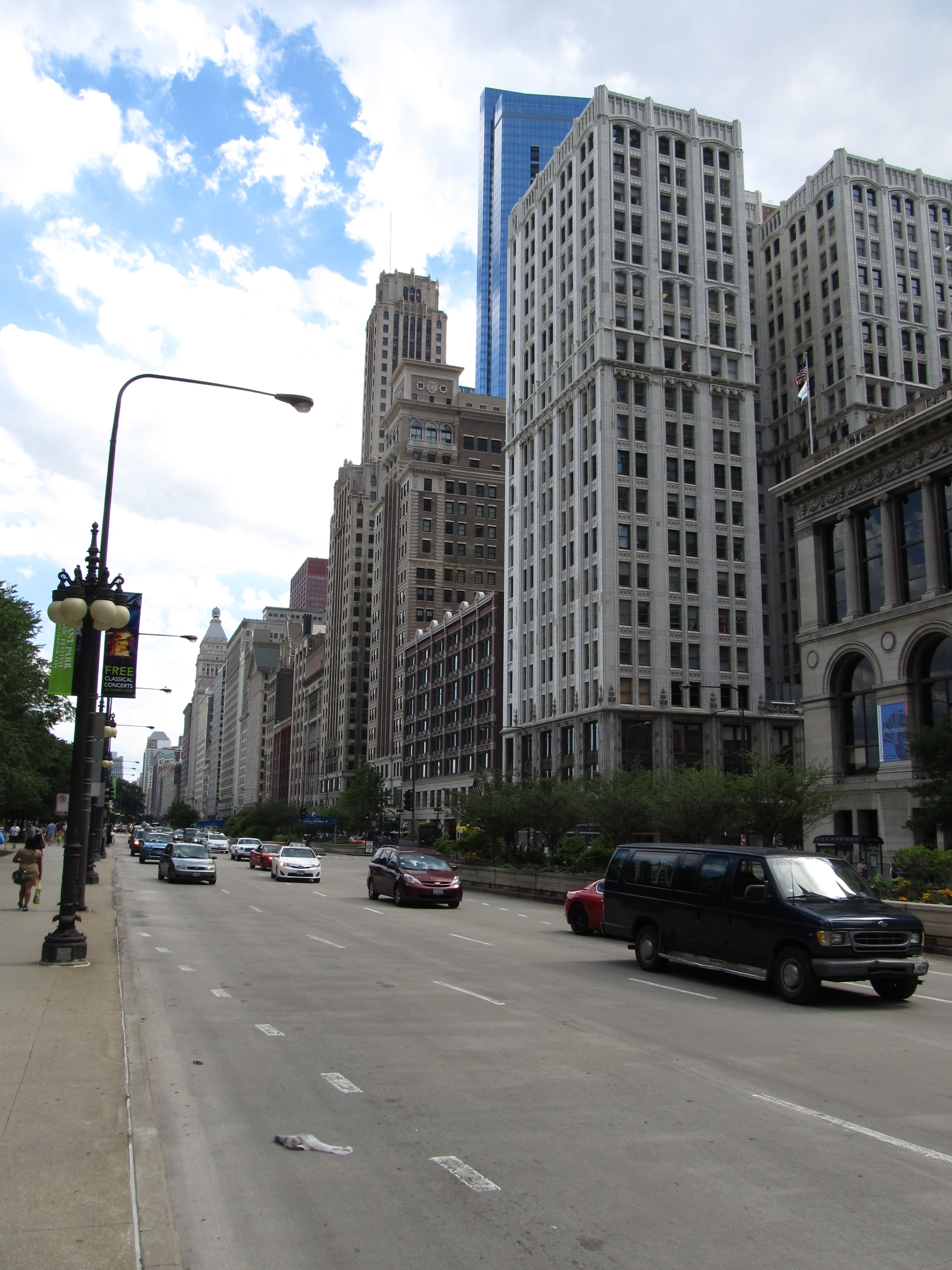
Les rues de Chicago sont construites et gérées par le CDOT.
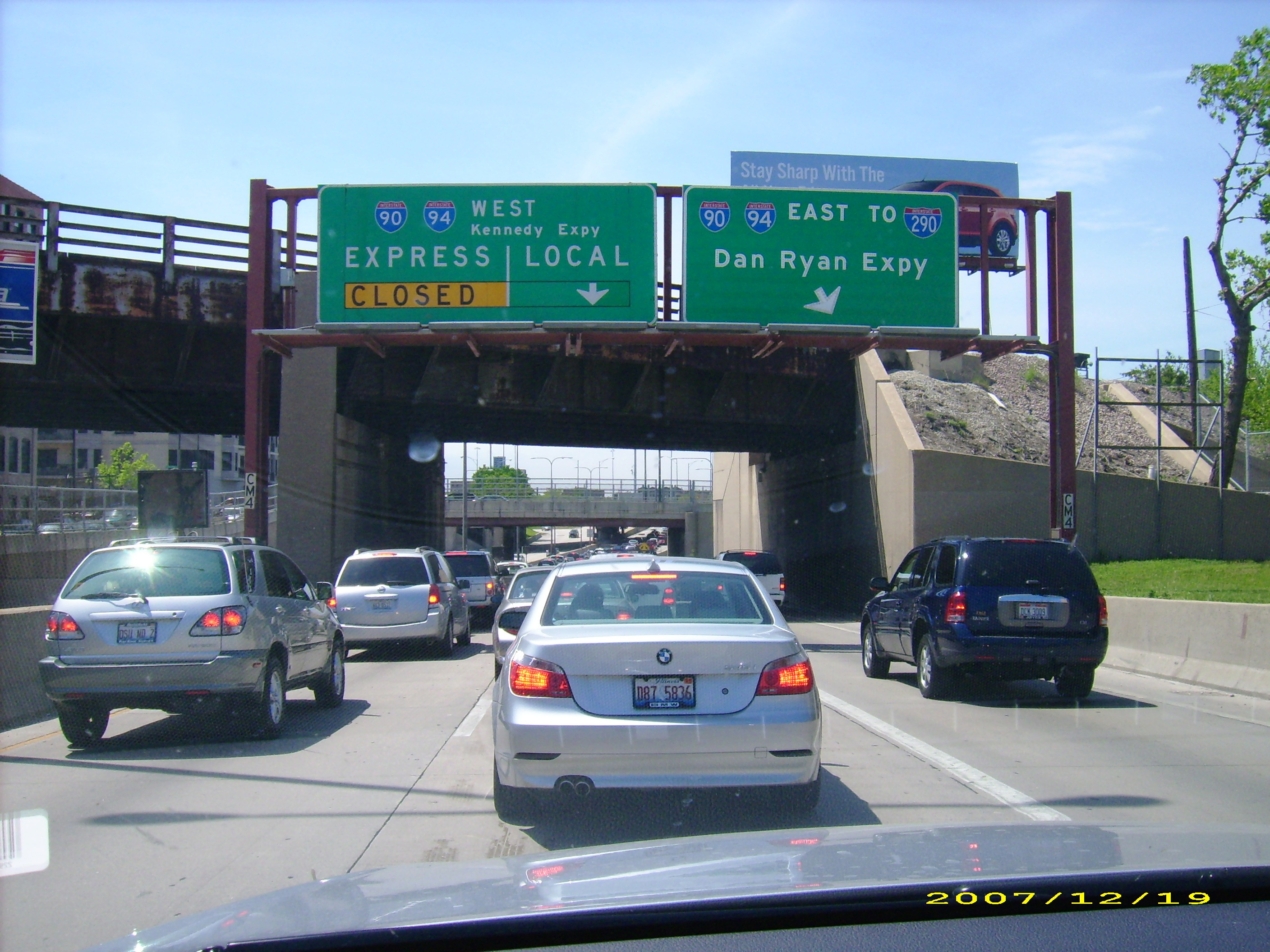
Panneaux de signalisation, installés par le CDOT.
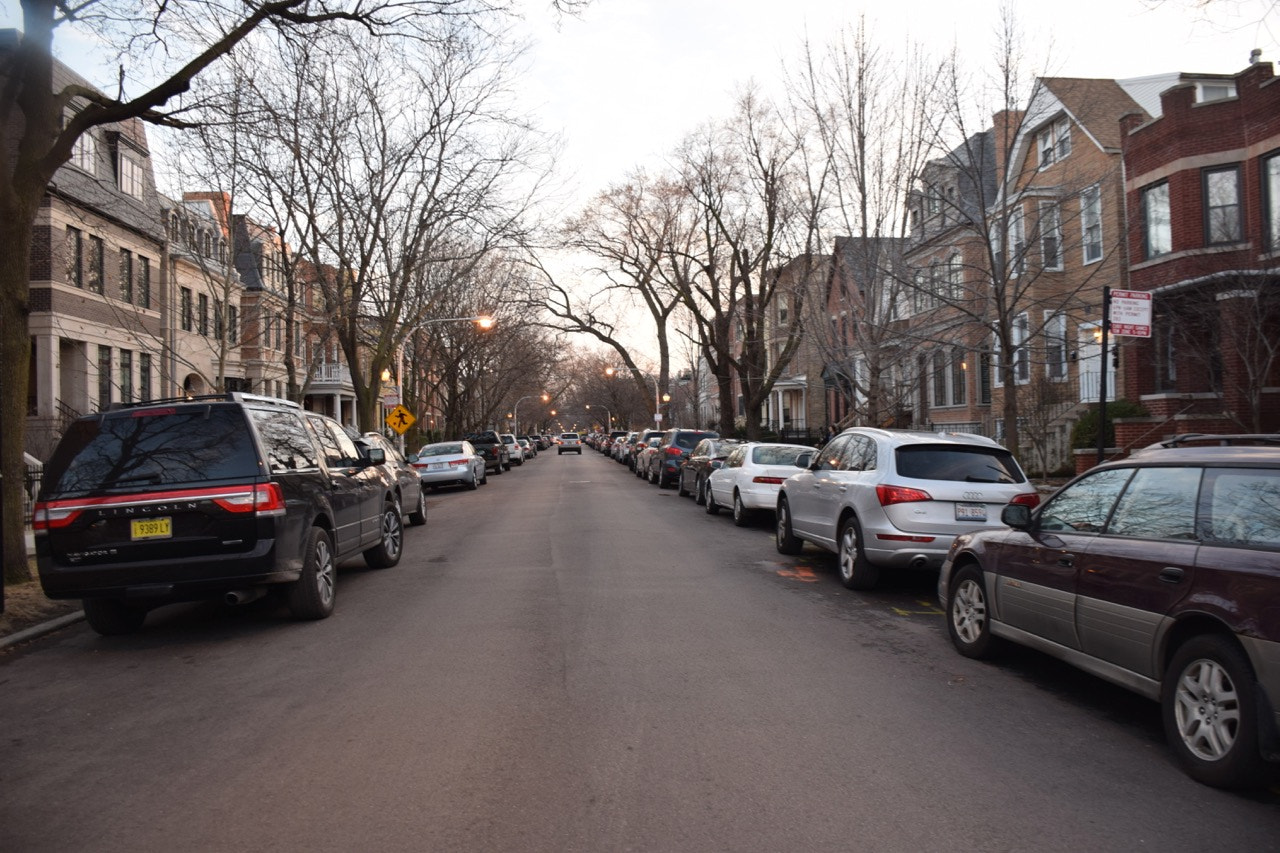
Une rue d'un quartier résidentiel.
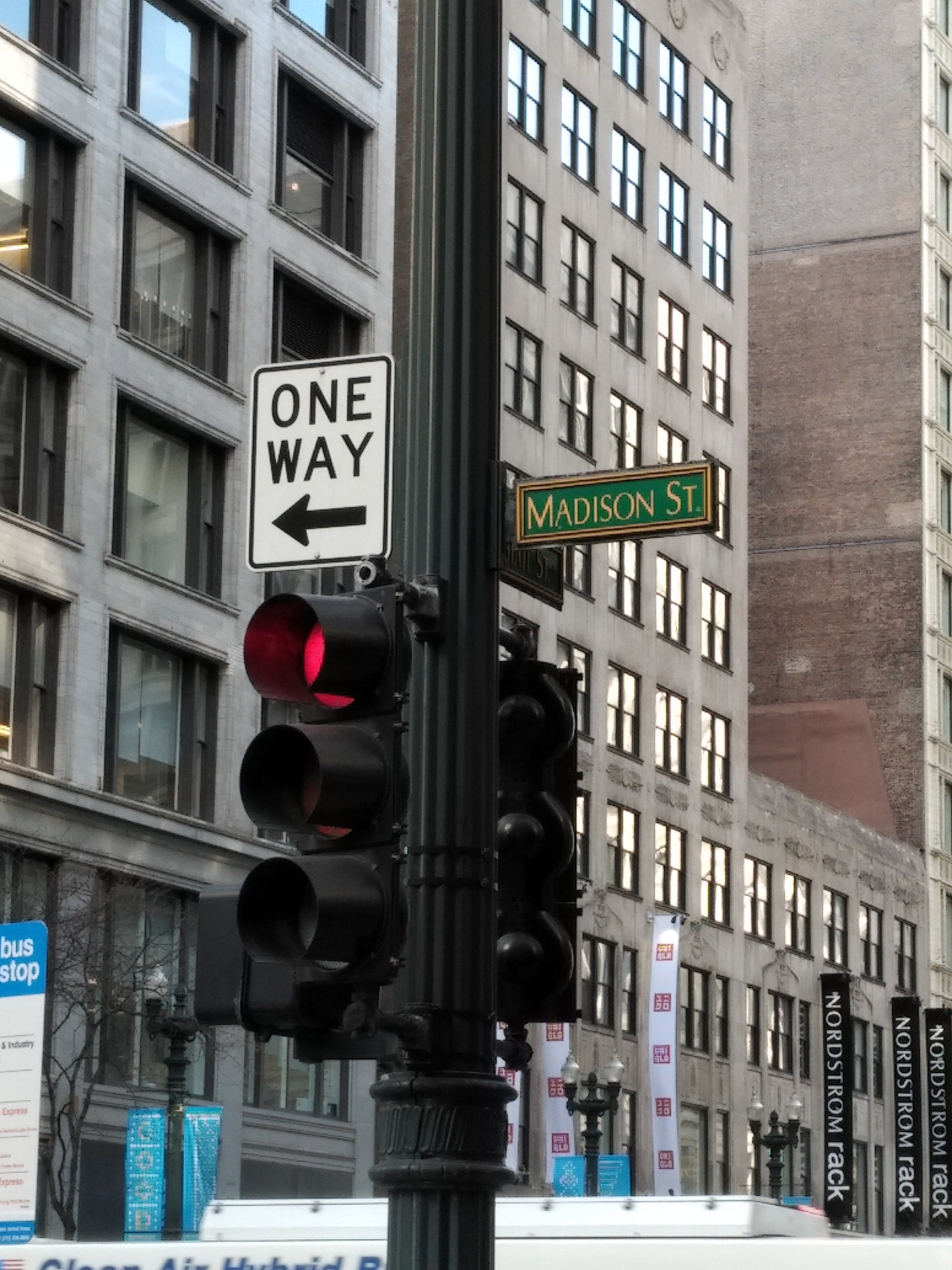
Les feux de circulation sont gérés et entretenus par le CDOT.
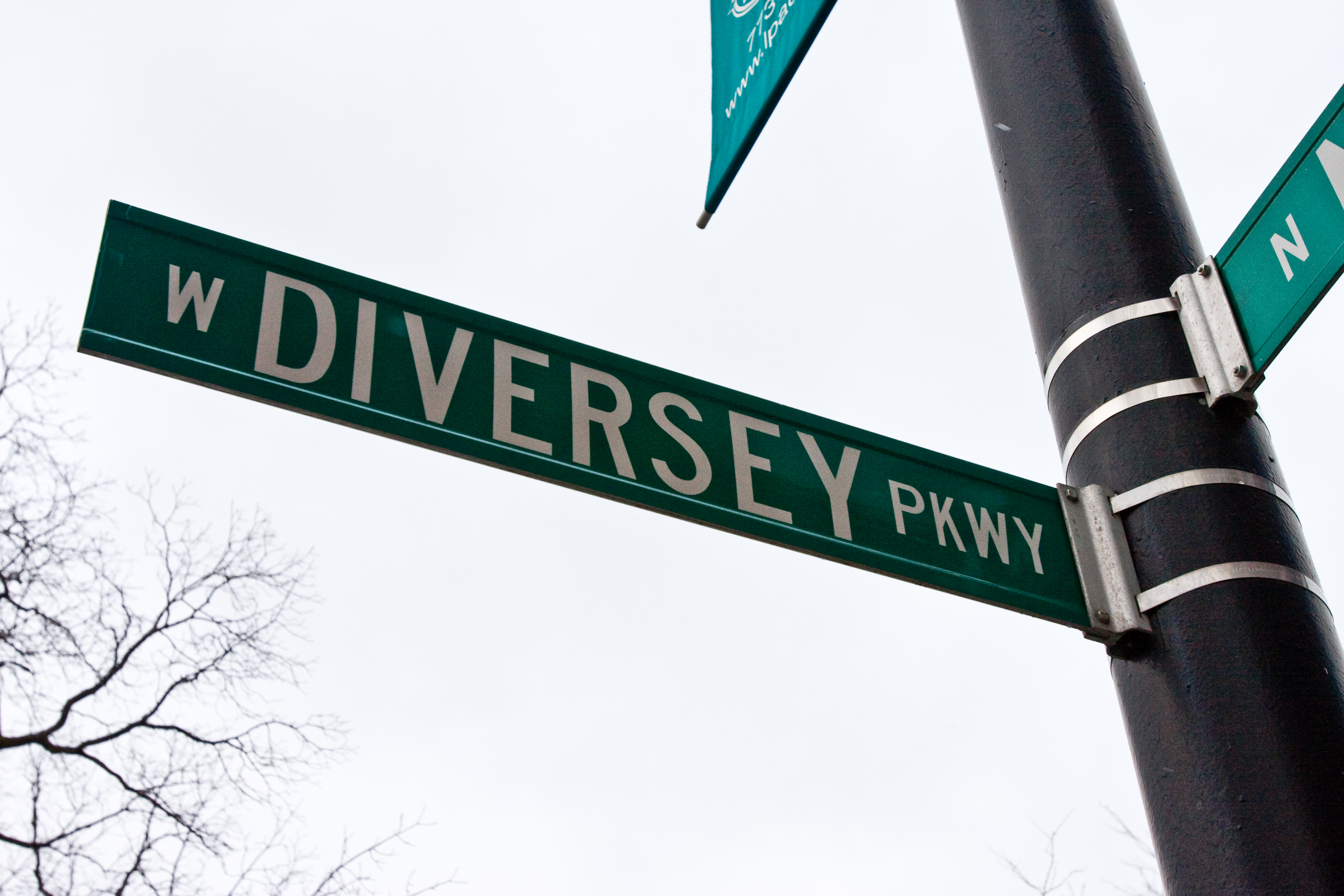
Tous les panneaux sont installés et entretenus par le CDOT.
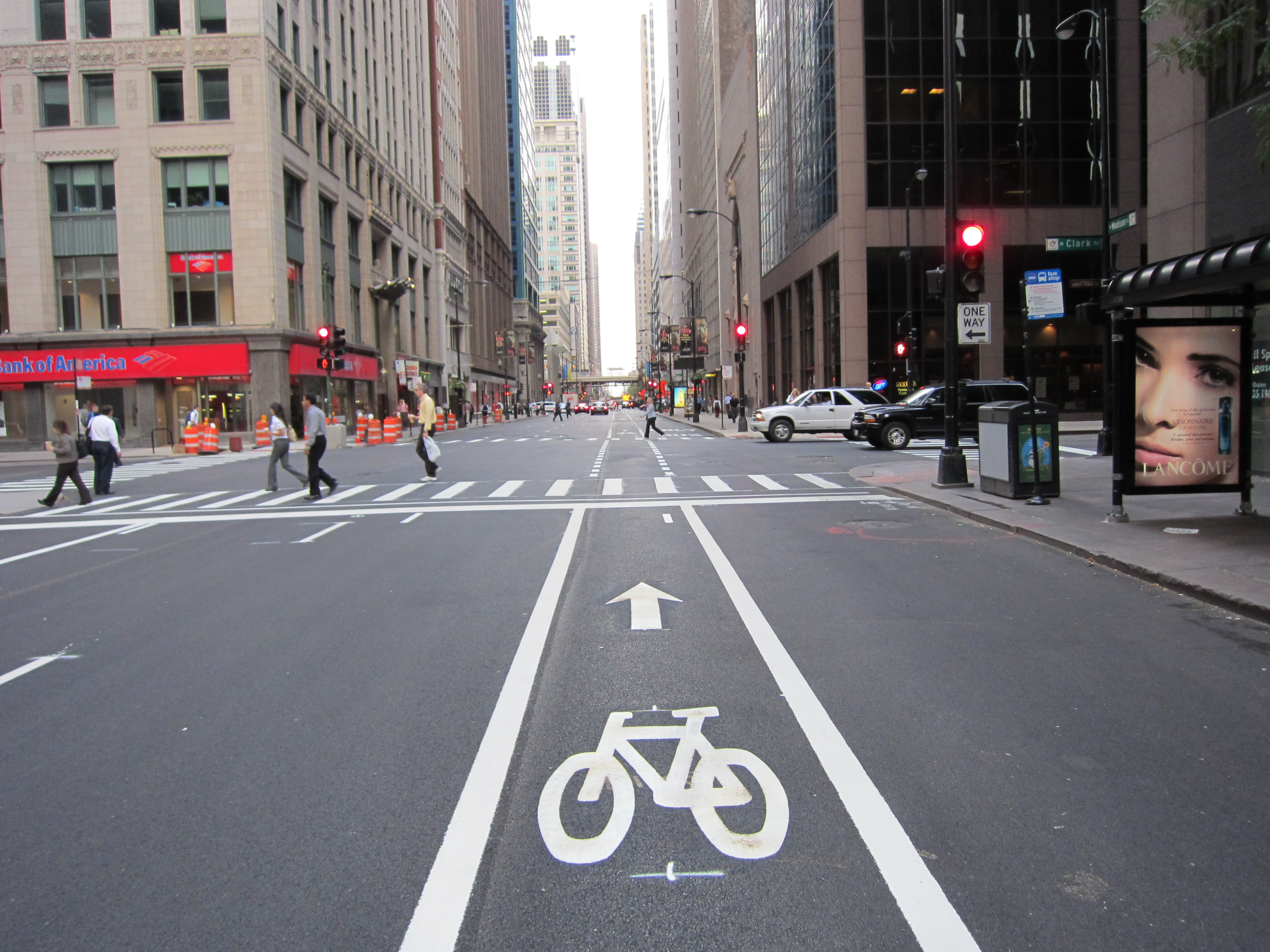
Pistes cyclables aménagées par le CDOT.
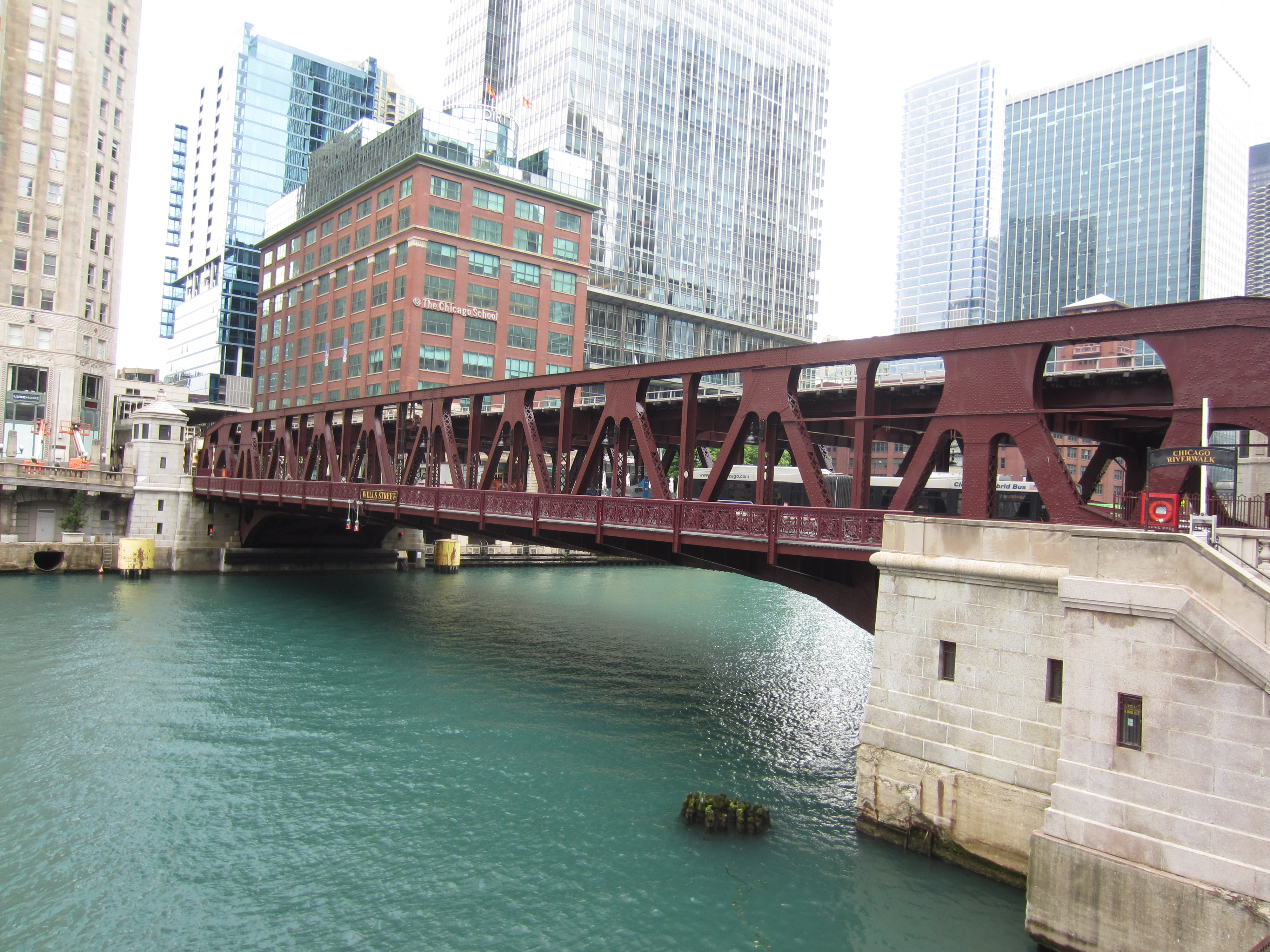
Tous les ponts traversant la rivière Chicago sont gérés et entretenu par le CDOT.
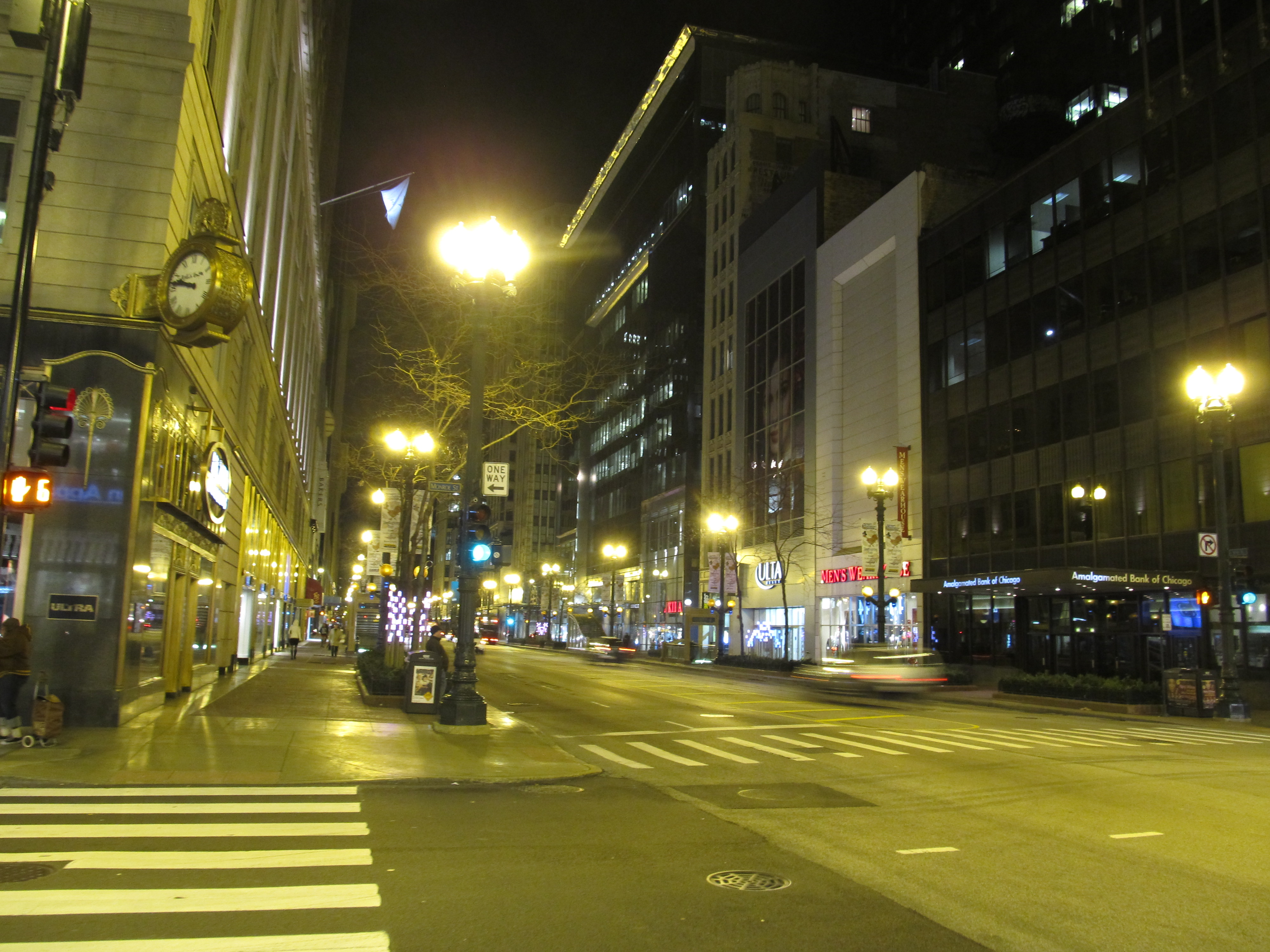
L'éclairage des trottoirs et avenues (ici State Street) est géré par le CDOT.